# Bézaudun-sur-Bîne
Pour les articles homonymes, voir Bezaudun.
Ne doit pas être confondu avec Bézaudun-les-Alpes.
Bézaudun-sur-Bîne est une commune française située dans le département de la Drôme en région Auvergne-Rhône-Alpes.

## Géographie

### Localisation
Bézaudun-sur-Bîne est située à 4 km de Bourdeaux et 17 km de Dieulefit.

### Climat
Pour des articles plus généraux, voir Climat d'Auvergne-Rhône-Alpes et Climat de la Drôme.
En 2010, le climat de la commune est de type climat méditerranéen altéré, selon une étude du CNRS s'appuyant sur une série de données couvrant la période 1971-2000. En 2020, Météo-France publie une typologie des climats de la France métropolitaine dans laquelle la commune est exposée à un climat de montagne ou de marges de montagne et est dans la région climatique  Alpes du sud, caractérisée par une pluviométrie annuelle de 850 à 1 000 mm, minimale en été. 
Pour la période 1971-2000, la température annuelle moyenne est de 11,8 °C, avec une amplitude thermique annuelle de 17 °C. Le cumul annuel moyen de précipitations est de 1 006 mm, avec 9 jours de précipitations en janvier et 5 jours en juillet. Pour la période 1991-2020, la température moyenne annuelle observée sur la station météorologique de Météo-France la plus proche, sur la commune de Bourdeaux à 3 km à vol d'oiseau, est de 11,9 °C et le cumul annuel moyen de précipitations est de 953,4 mm,. Pour l'avenir, les paramètres climatiques de la commune estimés pour 2050 selon différents scénarios d'émission de gaz à effet de serre sont consultables sur un site dédié publié par Météo-France en novembre 2022.

## Urbanisme

### Typologie
Au 1er janvier 2024, Bézaudun-sur-Bîne est catégorisée commune rurale à habitat très dispersé, selon la nouvelle grille communale de densité à 7 niveaux définie par l'Insee en 2022.
Elle est située hors unité urbaine et hors attraction des villes,.

### Occupation des sols
L'occupation des sols de la commune, telle qu'elle ressort de la base de données européenne d’occupation biophysique des sols Corine Land Cover (CLC), est marquée par l'importance des forêts et milieux semi-naturels (83,9 % en 2018), en diminution par rapport à 1990 (85,5 %). La répartition détaillée en 2018 est la suivante : 
forêts (43,1 %), milieux à végétation arbustive et/ou herbacée (35,8 %), prairies (10,8 %), zones agricoles hétérogènes (5,2 %), espaces ouverts, sans ou avec peu de végétation (5 %). L'évolution de l’occupation des sols de la commune et de ses infrastructures peut être observée sur les différentes représentations cartographiques du territoire : la carte de Cassini (XVIIIe siècle), la carte d'état-major (1820-1866) et les cartes ou photos aériennes de l'IGN pour la période actuelle (1950 à aujourd'hui).

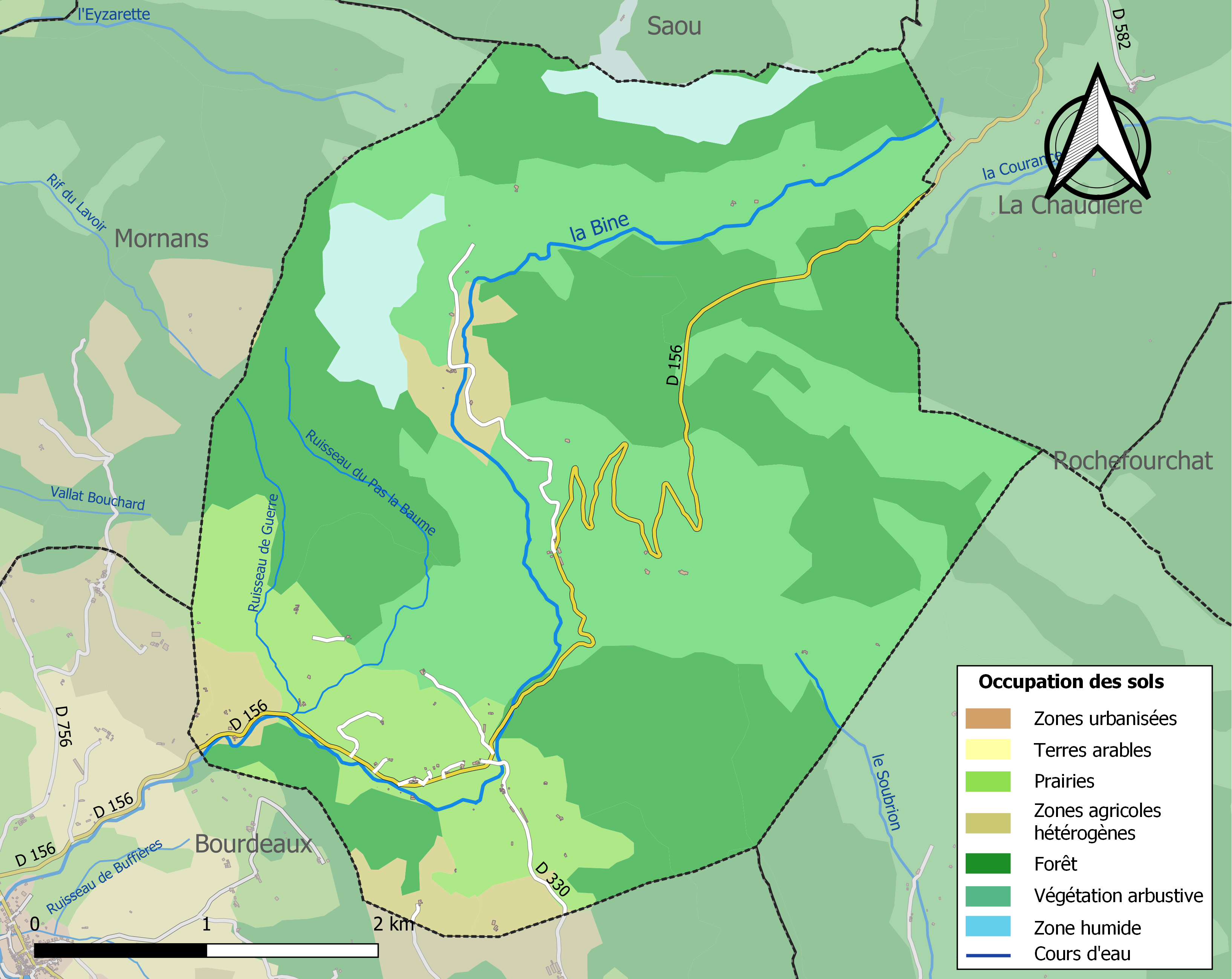
Carte des infrastructures et de l'occupation des sols de la commune en 2018 (CLC).

### Morphologie urbaine
La commune n'a pas de village centre ; la mairie est au quartier les Guillons.

## Toponymie

### Attestations
Dictionnaire topographique du département de la Drôme :
- 739 : Bosedunum in pago Diense (testament d'Abbon).
- 1032 : mention de l'église Saint-Michel : Ecclesia Sancti Michaelis de Besalduno (cartulaire de Savigny, 36).
- 1211 : Bezaudunum (cartulaire des Templiers, 126).
- 1225 : Castrum Bezauduni (archives de la Drôme, fonds de Valdrôme).
- XIVe siècle : mention de l'église Saint-Michel : Capella de Bezauduno (pouillé de Die).
- 1324 : Castrum de Bezenduno (Duchesne, Comtes de Valentinois, 29).
- 1332 : Besaudunum (Gall. christ., XVI, 130).
- 1421 : Besodun (Duchesne, Comtes de Valentinois, 57).
- 1509 (ou 1609) : mention de l'église Saint-Michel : Ecclesia parrochialis Sancti Michaelis de Besoduo (visites épiscopales).
- 1529 : Besouduc (archives hosp. de Crest).
- 1576 : Besoudun (rôle de décimes).
- 1590 : mention de l'église Saint-Michel : Cura de Besoduniz (pouillé de Die).
- 1788 : Bezodun (registres de la paroisse de Saou).
- 1788 : Besaudun (alman. du Dauphiné).
- 1891 : Bezaudun, commune du canton de Bourdeaux.

Non daté[réf. nécessaire] : Bézaudun-sur-Bîne.

### Étymologie
En occitan : bes, oc, béal, « le ravin », et dun, mot celte qui signifie « mont ». En irlandais, « dun » est une enceinte fortifiée[réf. nécessaire].
Les toponymes occitans (origines des noms de lieux) sont donnés dans le magazine Épines drômoises de juillet 2001 sur le massif de Saou par Yves Bertrand[source insuffisante].

## Histoire

### Protohistoire
Gourdon : site perché fortifié de l'époque pré-romaine (il sera occupé jusqu'au Moyen Âge)[réf. nécessaire].

### Du Moyen Âge à la Révolution
Au point de vue féodal, Bezaudun faisait partie de la terre de Bourdeaux.
Possessions des comtes de Valentinois.
Avant 1790, Bezaudun était une communauté de l'élection de Montélimar, subdélégation de Crest et du bailliage de Die, formant une paroisse du diocèse de Die, dont l'église, sous le vocable de Saint-Michel, et les dîmes appartenaient au prieur de Bourdeaux (voir ce nom).

### De la Révolution à nos jours
1856 (mai) : le village glisse dans la vallée après de fortes pluies.

## Politique et administration

### Liste des maires
| Période                                  | Période                       | Identité     | Étiquette | Qualité |
| ---------------------------------------- | ----------------------------- | ------------ | --------- | ------- |
| Les données manquantes sont à compléter. |                               |              |           |         |
| mars 2008                                | 2014                          | Roger Carlut |           |         |
| 2014                                     | En cours (au 6 novembre 2014) | Guy Bompard  | SE        | Artisan |

## Population et société

### Démographie
L'évolution du nombre d'habitants est connue à travers les recensements de la population effectués dans la commune depuis 1793. Pour les communes de moins de 10 000 habitants, une enquête de recensement portant sur toute la population est réalisée tous les cinq ans, les populations de référence des années intermédiaires étant quant à elles estimées par interpolation ou extrapolation. Pour la commune, le premier recensement exhaustif entrant dans le cadre du nouveau dispositif a été réalisé en 2007.

En 2022, la commune comptait 71 habitants, en évolution de −1,39 % par rapport à 2016 (Drôme : +2,64 %, France hors Mayotte : +2,11 %).
| 1793 | 1800 | 1806 | 1821 | 1831 | 1836 | 1841 | 1846 | 1851 |
| ---- | ---- | ---- | ---- | ---- | ---- | ---- | ---- | ---- |
| 449  | 398  | 388  | 364  | 375  | 324  | 365  | 329  | 366  |

| 1856 | 1861 | 1866 | 1872 | 1876 | 1881 | 1886 | 1891 | 1896 |
| ---- | ---- | ---- | ---- | ---- | ---- | ---- | ---- | ---- |
| 339  | 306  | 280  | 283  | 270  | 244  | 236  | 204  | 209  |

| 1901 | 1906 | 1911 | 1921 | 1926 | 1931 | 1936 | 1946 | 1954 |
| ---- | ---- | ---- | ---- | ---- | ---- | ---- | ---- | ---- |
| 189  | 164  | 161  | 123  | 125  | 133  | 127  | 108  | 87   |

| 1962 | 1968 | 1975 | 1982 | 1990 | 1999 | 2006 | 2007 | 2012 |
| ---- | ---- | ---- | ---- | ---- | ---- | ---- | ---- | ---- |
| 69   | 68   | 68   | 61   | 47   | 55   | 80   | 84   | 82   |

| 2017 | 2022 | - | - | - | - | - | - | - |
| ---- | ---- | - | - | - | - | - | - | - |
| 68   | 71   | - | - | - | - | - | - | - |

### Manifestations culturelles et festivités
- Fête : second dimanche d'août[13].

#### Loisirs
- Randonnées[13].
- Pêche et chasse[13].

## Économie
En 1992 : pâturages (ovins, caprins) / Produit local : fromage Picodon.

## Culture locale et patrimoine

### Lieux et monuments
- Commune dispersée au pied des montagnes (Grand Delmas, 1544 m)[13].
- Gourdon : site perché fortifié de l'époque pré-romaine jusqu'au Moyen Âge[réf. nécessaire].
- Tour de l'ancien château[13].
- Tour de Bézaudun : tour de guet, vestige médiéval du XIIe siècle[réf. nécessaire].
- Eglise catholique remaniée[13].
- Temple protestant[13].

### Patrimoine naturel
- Panorama du col de la Chaudière[13].
- Source et gorges de la Bîne[13].

### Héraldique, logotype et devise
|  | Bézaudun-sur-Bîne possède des armoiries dont l'origine et le blasonnement exact ne sont pas disponibles. |